# 85式戦車
85式戦車（85しきせんしゃ 85式主战坦克）は中華人民共和国において80式戦車及び88式戦車をベースに開発された第2世代の戦車である。

## 概要
それまでの東側戦車の特徴であったお椀型の鋳造砲塔を廃し、複合装甲を組み合わせた溶接砲塔を備えたものとしては中国製戦車としては最初のものである。
当初より輸出を目的として開発されており、特にパキスタンへの輸出を念頭において開発されている。

## 開発

### 開発までの経緯
1980年代のパキスタン軍の装備していた戦車は、中国製の59式戦車（WZ-120/T-54）、アメリカ製のM47パットン/M48パットン、ソビエト製T-54/T-55といずれも戦後第一世代に属する戦車であった。隣国インドはパキスタン軍を上回る数の戦車を保有し、さらにT-72の配備や国産の第三世代戦車アルジュンの開発に着手しており、パキスタン軍の戦車戦力は質量ともに劣位にあった。パキスタンはこの状況を打開するために、同国の主要な兵器供給国であるアメリカと中国に接近した。
アメリカにはM1A1エイブラムスの供給とパキスタンでのライセンス生産の許可を要請した。アメリカもソビエトのアフガニスタン侵攻を受けてパキスタンへの支援を強化しており、M1の供給について検討を開始した。両国が合意に達すれば、M1の生産がタヒラのパキスタン重車両修理工廠(HIF)で実施される計画であった。しかし、技術移転の範囲の問題、高額な戦車であるM1を配備するための予算的裏づけが厳しいことに加え、60トンの重量の大型戦車を運用するためには従来の軍の装備では対応できないだけでなく、港湾施設や道路などのインフラの根本的な改善が必要であることなどの理由から、両国はなかなか合意に達することが出来なかった。
1988年のソ連軍アフガン撤退と1989年のマルタ会談における冷戦の終結宣言によってアメリカにとってのパキスタンの戦略的価値は低下し、次第にパキスタンへの支援も減少していった。翌1990年、アメリカはパキスタンによる核開発疑惑を理由に軍事援助を停止、これによってM1の供給及びライセンス生産計画も完全に途絶してしまった。
一方、中国とパキスタンの交渉は1986年から開始され、80年代後半から本格的な各種協力体制の構築が行われた。各種契約を経て1990年5月に両国はパキスタンの戦車戦力近代化と戦車自給体制構築のための技術移転・共同出資比率・行動計画等に関する総合的計画に調印して開発が始まった。これにより開発されたのが85式戦車である。

### 85式戦車の開発

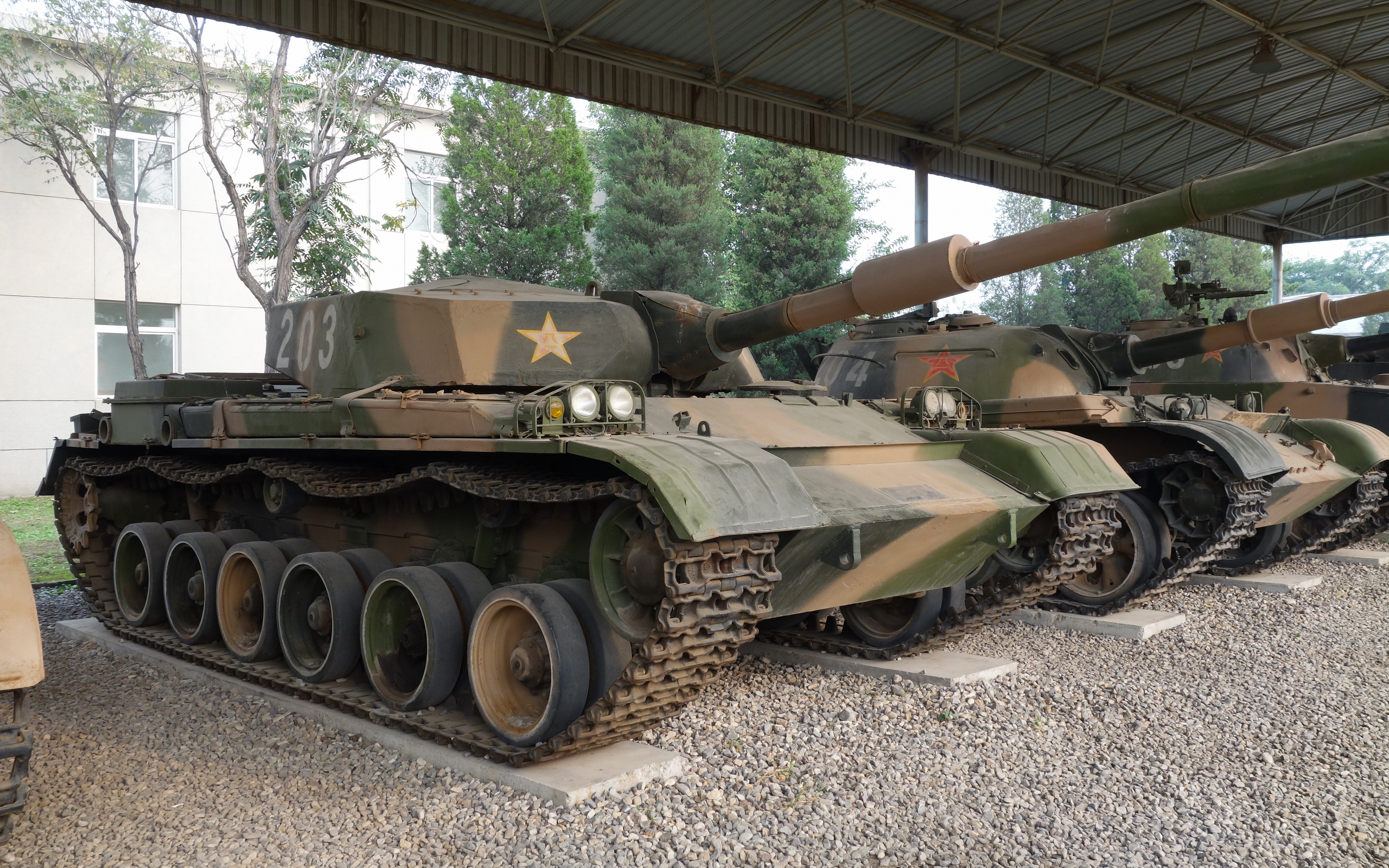
風暴I型（85式I型）戦車

第3世代の戦車は50～60tクラスが主流であったが、共同開発される新型戦車は42tを上限に開発が進められた。これは中国国内のインフラ事情もさる事ながら、輸出対象国が主に第三世界であったため、それらの国で運用できるギリギリの重量としてはじき出された数値とされる。
最初の試作車両は80-II式戦車の車体に新設計の溶接砲塔を搭載して製作され、主砲及び射撃統制装置、エンジンといった各種コンポーネントは80式戦車及び88式戦車のものが流用されている。これを基礎として砲塔を改良した第2次試作車が開発され、風暴I型（Storm-I）と命名された。風暴I型は後に85式I型戦車（85-I式戦車）と改めて命名され、以後この型が「85式戦車」と総称される。

## 特徴（85式I型以降）
砲塔前部と車体前部には複合装甲が取り付けられている。モジュラー方式を採用しており被弾時の装甲交換や新型の複合装甲が開発された際のバージョンアップも容易にできる。85-III式戦車からは車体前面にERA（爆発反応装甲）も取り付けられる。

### 武装
プロトタイプでは80式戦車と同じNATOの標準規格であるL7系105mmライフル砲に砲の歪みを防ぐサーマルスリーブを装着した物を搭載していたが、インド軍で配備が進んでいるT-72戦車に対抗できるようパキスタンから125mm滑腔砲の搭載依頼を受け85-IIA式戦車に2A46 125mm滑腔砲とカセトカ自動装填装置を採用し85-IIAP式戦車として輸出された。
主砲である2A46 125mm滑腔砲はAPFSDS弾、HEAT弾、HE弾など各種砲弾を発射可能で、砲口初速1,730m/sec、有効射程は約2,000mで、射撃統制システムはISFCS-212射撃統制システムを採用し、行進間射撃が可能。1,600mでの固定目標に6秒以内に射撃が可能で命中率は90%以上、1,200mでの移動目標に対しては12秒以内に射撃が可能で命中率は90%を実証した。ただし砲身のブレを制動する機能が低いようで、行進間射撃能力は期待できないと見られている。

## バリエーション

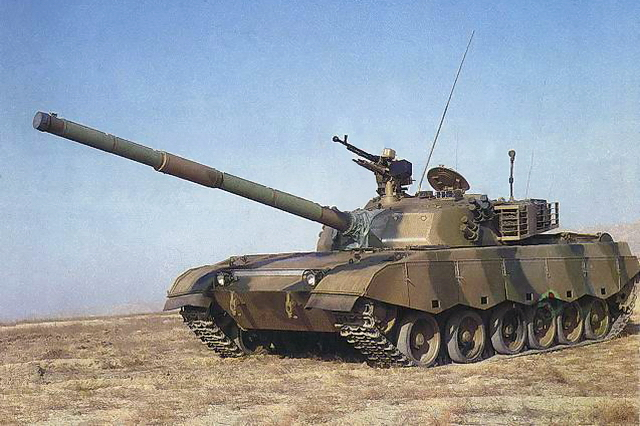
Type 85-IIM 125mm滑腔砲

85式戦車
一度博物館に収められた80-II式戦車に105mmライフル砲と新型砲塔を取付けて製作されたと言われるプロトタイプ。
各種トライアル後に主砲を取り外し再度博物館に収められた。
85-I式戦車（風暴I型/Storm-I）
砲塔高を下げた8角形の溶接砲塔を搭載した型。主砲に熱による歪みを防ぐサーマルスリーブが取り付けられる。砲塔前面に複合装甲が取り付けられる。800hp VR-36水冷ディーゼルを採用。燃費効率も良好で航続距離も600kmまで延びる。
85-II式戦車（風暴II型/Storm-II/WZ-1227F2）
85-I式戦車の改良版。FCS（射撃統制システム）の改善、風速測量センサー、レーザー距離測定器、オンボードコンピュータなどを追加搭載。T-72を元に開発した自動装填装置を試験導入。エンジン出力も720hp→800hpに強化された。
85-IIA式戦車（WZ-1228）
パキスタンの要請を元に旧ソ連製2A46 125mm滑腔砲とカセトカ自動装填装置を搭載した型。装填手がいなくなり乗員は4→3名へ削減。
85-IIM式戦車
FCS（射撃統制システム）を強化。暗視装置を搭載した型。パキスタンへの輸出向けに開発された。
85-IIAP式戦車
85-IIA式戦車の簡易型。パキスタンで300輌以上ライセンス生産される。（後に85-III式戦車クラスに改修が施される。）
85-III式戦車
85-II式戦車の改修型。プロトタイプのみ。ソ連のT-72の影響を受けた改修が行われている。総重量を変化させずに装甲防御を向上させるために車体などが小型化されている。
エンジンを国内で開発された165型 V型8気筒水冷ディーゼルエンジンまたは150型 V型12気筒水冷ディーゼルエンジン（1,000hp）を搭載。最高速度は65km/hに向上し、パワーパック方式を採用したことで80式戦車では約8時間を要したエンジンの換装が40分程度でできるとされる。
パキスタンへの輸出を図るも砂漠や高温湿地帯では故障が頻発し過酷なトライアルを克服出来ず数多くの問題を露呈した。結果、この時のトライアルではウクライナのT-80の発展型T-84戦車が採用された。
なお、本車の改良版を96式戦車とする情報があるが誤りである。